# Estació de Compiègne
L'estació de Compiègne és una estació ferroviària situada als municipis francesos de Compiègne i Margny-lès-Compiègne (al departament de l'Oise).
És servida pels trens del TER Picardie.
| Provinença | Estació anterior    | Línia        | Estació següent | Destinació |
| ---------- | ------------------- | ------------ | --------------- | ---------- |
| Amiens     | Estrées-Saint-Denis | TER Picardie | Tèrminus        | -          |
| Paris-Nord | Jaux                | TER Picardie | Choisy-au-Bac   | Busigny    |